# Neumayer (cráter)

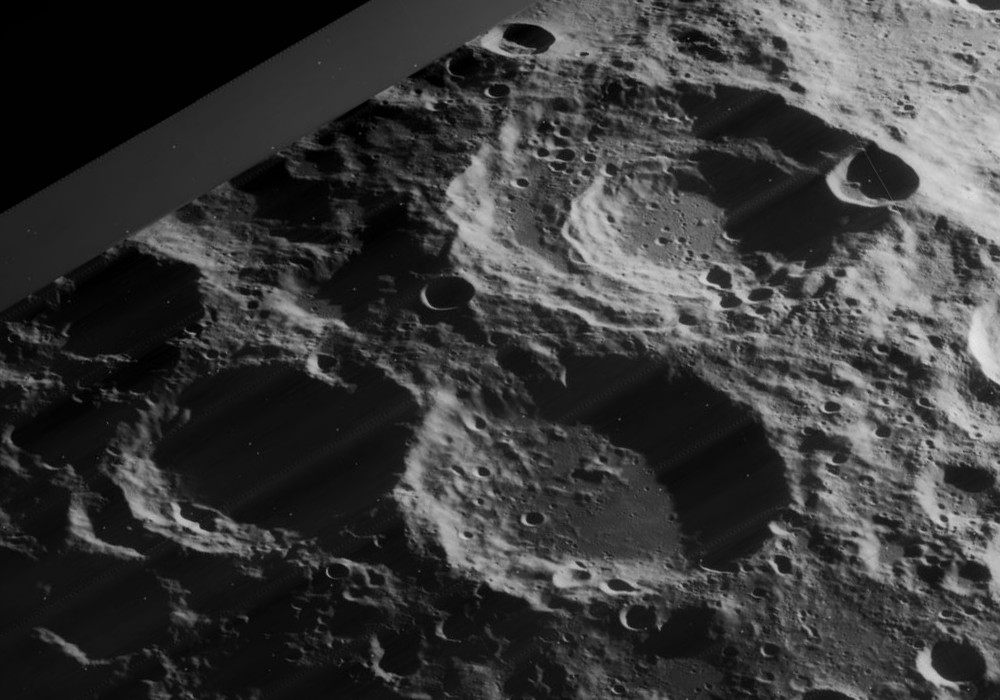
Vista oblicua de los cráteres Boussingault (arriba derecha) y Helmholtz. Fotografía de la misión Lunar Orbiter 4 (1967)

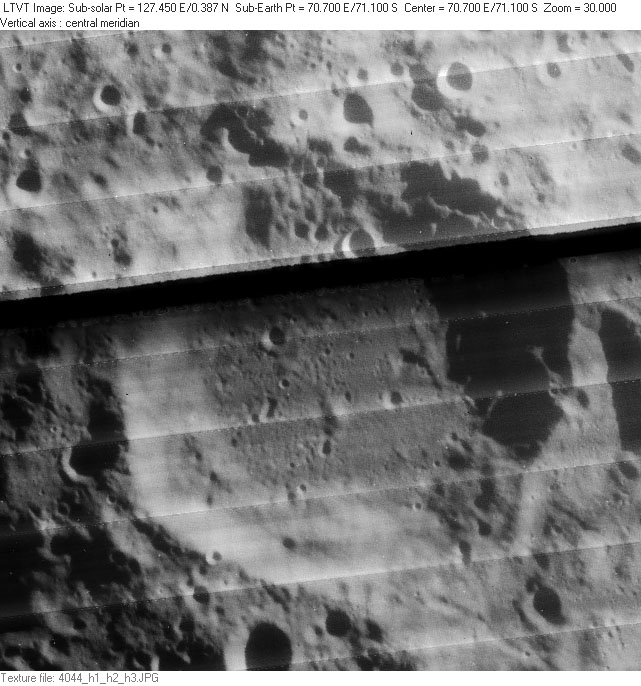
Fotografía de la misión Lunar Orbiter 4

Neumayer es un cráter de impacto que se encuentra cerca del terminador sur de la Luna. En este lugar el cráter aparece con mucho escorzo visto desde la Tierra y solo se puede observar durante períodos de libración favorables. Está unido al borde suroriental del cráter ligeramente más grande Helmholtz. Al sursudoeste se halla el cráter Demonax, y al este-sureste aparece Hale.
|  |

Es un cráter desgastado, con sus rasgos suavizados y redondeadas por una sucesión de impactos menores. Sin embargo, gran parte de su brocal permanece prácticamente intacto y no ha sido deformado o interrumpido por cráteres significativos. El único cráter notable en su interior se halla cerca del sector norte del brocal. Muestra numerosos cratercillos diseminados sobre su suelo casi plano y nivelado, pero no presenta crestas significativas o un pico central. En resumen, su apariencia es la de una antigua depresión sobre la superficie de la Luna.

## Cráteres satélite
Por convención estos elementos son identificados en los mapas lunares poniendo la letra en el lado del punto medio del cráter que está más cercano a Neumayer.
|          | \| Neumayer \| Coordenadas \| Diámetro \| \| -------- \| ----------------------------- \| -------- \| \| A \| 75°00′S 73°36′E / -75.0, 73.6 \| 31 km \| \| M \| 71°36′S 78°30′E / -71.6, 78.5 \| 31 km \| \| N \| 70°24′S 78°42′E / -70.4, 78.7 \| 36 km \| \| P \| 70°36′S 86°00′E / -70.6, 86.0 \| 22 km \| |          |
| Neumayer | Coordenadas | Diámetro |
| A        | 75°00′S 73°36′E / -75.0, 73.6 | 31 km    |
| M        | 71°36′S 78°30′E / -71.6, 78.5 | 31 km    |
| N        | 70°24′S 78°42′E / -70.4, 78.7 | 36 km    |
| P        | 70°36′S 86°00′E / -70.6, 86.0 | 22 km    |